# Reggenza di Simeulue
La reggenza di Simeulue è una reggenza (in indonesiano: kabupaten) dell'Indonesia, situata nella provincia di Aceh.
Gran parte del territorio della reggenza è rappresentato dall'isola Simeulue. Il capoluogo della reggenza è Sinabang.